# Psophia viridis
Il trombettiere aliscure (Psophia viridis von Spix, 1825) è un uccello della famiglia degli Psofiidi originario delle regioni meridionali dell'Amazzonia.

## Descrizione

### Dimensioni
Misura 45-52 cm di lunghezza, per un peso compreso tra i 1000 e i 1500 g.

### Aspetto
Questa specie presenta un piumaggio nero, ad eccezione delle ali verdi alle quali deve il nome. Degno di nota è il piumaggio lucente del petto di colore blu metallizzato. Il becco è grigio o nero. Le forti zampe sono grigie. I sessi non differiscono tra loro per il piumaggio, ma i maschi sono leggermente più grandi delle femmine.

## Biologia
Questi uccelli si nutrono di insetti e di frutti caduti, per lo più abbandonati dalle scimmie dai livelli più alti degli alberi. Sebbene siano capaci di volare bene, in caso di pericolo preferiscono trovare scampo nella fuga. Sono inoltre bravi nuotatori. Si spostano in piccoli gruppi, guidati da un leader, in cerca di cibo e acqua attraverso la foresta pluviale. La loro aspettativa di vita è di circa 10 anni.

### Riproduzione
Il nido è situato nella cavità di un albero o nella corona di una palma. Di solito ciascuna covata consiste in 2-5 uova bianche dal guscio ruvido. Dopo la schiusa, i piccoli si spostano immediatamente in cerca di cibo in maniera indipendente.

## Distribuzione e habitat
Questa specie è diffusa in Brasile, più precisamente nella parte meridionale del bacino amazzonico, e nell'estremità nord-orientale della Bolivia.

## Tassonomia
Attualmente vengono riconosciute tre sottospecie:
- P. v. viridis von Spix, 1825, diffusa nel Brasile centrale (a sud del Rio delle Amazzoni, tra il Rio Madeira e il Rio Tapajós) e nell'estremità nord-orientale della Bolivia (Beni);
- P. v. dextralis Conover, 1934, diffusa nel Brasile centro-orientale a sud del Rio delle Amazzoni (tra il Rio Tapajós e il Rio Tocantins);
- P. v. obscura Pelzeln, 1857, diffusa nel Brasile nord-orientale a sud del Rio delle Amazzoni (Pará nord-orientale e Maranhão occidentale, a est del Rio Tocantins).

Alcuni autori considerano tutte e tre le sottospecie come specie vere e proprie: abbiamo allora il trombettiere aliverdi (Psophia viridis), il trombettiere alioliva (P. dextralis) e il trombettiere alinere (P. obscura).

## Conservazione
Il trombettiere aliscure viene classificato come «vulnerabile» (Vulnerable) dalla IUCN. Le ragioni di ciò sono da attribuirsi al disboscamento, alla conversione dell'habitat in terreni agricoli e all'espansione degli insediamenti umani. Inoltre, la specie è anche oggetto di caccia. Questi uccelli reagiscono in modo sensibile ai disturbi arrecati dall'uomo e si ritirano nelle zone della foresta ancora incontaminate. Per proteggere la specie, sono state istituite nel loro habitat naturale diverse aree protette.

## Rapporti con l'uomo
Gli indigeni locali tengono questi uccelli come animali da compagnia. Inoltre, avvertono con richiami molto striduli la presenza di potenziali pericoli come gli animali feroci.